# Усть-Каремша
Усть-Каремша́ (рос. Усть-Каремша) — село у складі Нижньоломовського району Пензенської області, Росія.
Населення — 591 особа (2010; 827 у 2002).
Національний склад станом на 2002 рік:
- росіяни — 91 %